# Associació Europea de Terminologia
L'Associació Europea de Terminologia (AET) té com a missió fomentar el multilingüisme a través de la terminologia, proporcionant una plataforma en el pla europeu que contribueixi a promoure i professionalitzar l'activitat terminològica, millorar el seu reconeixement i establir ponts de cooperació entre organitzacions, professionals, associacions i entitats en l'àrea terminològica.
El TERMCAT forma part de l'equip directiu de l'associació d'ençà del 2011.